# Андрей Жерновски
Андрей Жерновски (на македонска литературна норма: Андреј Жерновски) е политик от Република Северна Македония.

## Биография
Андрей Жерновски е роден в старо скопско семейство – негов дядо е известният инженер и общественик Кирил Жерновски.
Жерновски завършва строително инженерство в Скопския университет „Св. Кирил и Методий“. Впоследствие става магистър по политически науки на скопския частен университет ФОН с дипломна работа на тема „Ролята и влиянието на Съвета на Европа за развитието и осъществяването на системата от човешки права“.
Започва политическата си кариера през 1996 – 2000 г. като общински съветник в Скопие от Демократическата партия (от април 1997 - Либерално-демократическата партия, ЛДП), при което е избран за заместник-председател на Общинския съвет на Скопие. Впоследствие е съветник на кмета на Скопие Ристо Пенов (2000-2002) и депутат в Събранието на Република Македония (2002 – 2011). От 2006 г. е подпредседател, а от 2011 до 2015 г. – председател на ЛДП.
На местните избори през март-април 2013 г. Андрей Жерновски е кандидат на опозиционния блок за кмет на скопската община Център. Въпреки натиска на управляващата партия ВМРО-ДПМНЕ и касирането на изборите в близо половината от секциите той печели на всички три тура и е избран за кмет на общината. Победата има по-широко значение поради реалната и символна тежест на централния скопски район. Жерновски е противник на проекта „Скопие 2014“, който се провежда най-вече именно в община „Център“.
Кметският мандат на Жерновски завършва през октомври 2017 г., след което той преминава в СДСМ, а от май 2018 г. е заместник-министър на външните работи в правителството на Зоран Заев.
В началото на 2024 г. е изпратен за посланик в Букурещ, но след загубата на президентските и парламентарните избори  от СДСМ, той от август 2024 е отзован за консултации, а на 14 февруари 2025 година мандатът му е формално прекратен. Формалният повод е, че не успява да връчи акредитивните си писма, подписани от Стево Пендаровски, на румънския президент Клаус Йоханис преди края на мандата на Пендаровски. Съгласно румънския протокол са необходими нови писма от новия президент Гордана Силяновска, която отказва да направи това.
Жерновски през пролетта на 2025 г. остро критикува правителството на ВМРО-ДПМНЕ за отклоняването му от традиционния про-ЕС курс на Северна Македония.